# Festival Cri de femme
Le Festival international de poésie et d'art Cri de femme est un festival caritatif, créé en République dominicaine par Mujeres Poetas Internacional MPI, un mouvement international d'artistes et poètes femmes, créé par l’écrivaine dominicaine, Jael Uribe. Le Festival a pour but de lutter contre les violences faites aux femmes à travers la poésie, la musique et les arts.

## Historique
Le festival Cri de Femme est organisé depuis 2011, pendant le mois de mars. Plus de 1 000 événements sont organisés dans près de 70 pays avec le soutien de plusieurs institutions et collaborateurs bénévoles,.
Le premier Festival attire de nombreux poètes, artistes et intellectuels de 17 pays, et célèbre 44 événements culturels gratuits.
Par la suite, l'événement prend de l'ampleur à l'échelle internationale. En dix ans, le Festival devient devenu un important événement littéraire,.